# 로런스 올리비에
로런스 커 올리비에(영어: Laurence Kerr Olivier, Baron Olivier, OM, 1907년 5월 22일~1989년 7월 11일)은 잉글랜드의 배우이자 영화 감독이다.

## 경력

### 활동한 극단
70의 나이에도 현역으로 노익장을 과시하며 활약한 올리비에는 1922년 스트랫퍼드의 로열 셰익스피어 극장에서 《말괄량이 길들이기》의 '페트루키오'역으로 첫 무대를 밟았다. 1926년에서 1928년까지는 버밍엄 극단에서 일했으며, 1935년에는 존 길구드와 함께 올드빅에 참여, 극단의 중심 인물로 부각되기 시작했다.

### 전문 영역
그는 뛰어난 외모 뿐 아니라 20세기가 낳은 최초 · 최고의 소리라 일컬어질 정도의 뛰어난 발성 등으로 영국 남성 연극 배우 일인자가 되었는데, 셰익스피어의 작품 중 올리비에가 거치지 않은 작품이 없을 정도로 셰익스피어 연극을 위해 태어난 배우 같았다고 한다.
고전극뿐 아니라 현대극 · 영화에 이르기까지 폭넓은 연기 생활을 한 그는 제2차 세계 대전 때는 영국 해군에 중사 계급으로 종군하였고 전후에는 파괴된 올드빅의 책임자로서 영국 연극 부흥에 전력을 기울여, 그 공로로 1947년 기사에 서임되었다.
그가 제작 · 주연 · 감독한 셰익스피어의 《햄릿》, 《헨리 5세》, 《리처드 3세》 , 《오셀로》 등이 유명하며 소설 폭풍의 언덕(Wuthering Heights)을 각색한 영화 《폭풍의 언덕》에서는 히스클리프 역을 맡았다.
1980년에는 생명이 위독해진 것으로 인해 수술을 대대적으로 받아서 겨우 살아났는데 그 수술비용으로 워낙 큰 돈을 지불한지라 그로 인해 생활고에 시달리게 되었고 그래서 어쩔 수 없이 촬영한 작품이 《오! 인천》이었다. 로런스의 입장에서는 그 작품의 정체를 명확히 알고 있었으나 문선명이 워낙 큰 돈을 개런티로, 그것도 주 단위로 개런티를 헬리콥터로 공수해서 지급한다는 조건을 제시했으므로 생활고를 극복하기 위해서 어쩔 수 없이 문선명의 캐스팅 제의에 응했다.

### 말년
1989년 7월 11일 82세로 사망하였으며, 웨스트민스터 사원에 안장되었다.

## 수상 및 서훈
- 1946년 제12회 뉴욕 비평가 협회상 남우주연상
- 1947년 제18회 미국 비평가 협회상 남우주연상
- 1947년 제19회 아카데미 시상식 공로상
- 1947년 기사작위(Knight Bachelor) 서임
- 1948년 제12회 베네치아 국제 영화제 황금사자상
- 1948년 보딜 어워즈 유러피안영화상
- 1948년 제13회 뉴욕 비평가 협회상 남우주연상
- 1949년 제6회 골든 글로브 시상식 드라마부문 남우주연상
- 1949년 제6회 골든 글로브 시상식 외국어영화상
- 1949년 제2회 영국 아카데미 시상식 작품상
- 1949년 제21회 아카데미 남우주연상
- 1949년 제21회 아카데미 작품상
- 1955년 다비드 디 도나텔로 어워즈 외국남자배우상
- 1955년 다비드 디 도나텔로 어워즈 외국프로듀서상
- 1956년 제6회 베를린 국제 영화제 은곰부문 작품상
- 1956년 제9회 영국 아카데미 시상식 남우주연상
- 1957년 이브닝 스탠다드 씨어터 어워즈 남우주연상
- 1960년 제12회 카를로비바리 국제 영화제 남우주연상
- 1960년 제12회 에미상 TV영화/미니시리즈부문 남우주연상
- 1967년 이브닝 스탠다드 씨어터 어워즈 남우주연상
- 1970년 제23회 영국 아카데미 시상식 남우조연상
- 1970년 남작으로 승작(Baron Olivier of of Brighton)
- 1972년 제37회 뉴욕 비평가 협회상 남우주연상
- 1972년 다비드 디 도나텔로 어워즈 외국남자배우상
- 1972년 이브닝 스탠다드 씨어터 어워즈 남우주연상
- 1973년 제25회 에미상 TV영화/미니시리즈부문 남우주연상
- 1975년 제27회 에미상 TV영화/미니시리즈부문 남우주연상
- 1977년 제34회 골든 글로브 시상식 남우조연상
- 1978년 제31회 영국 아카데미 시상식 공헌상(BAFTA Fellowship award)
- 1978년 제4회 새턴 어워즈 최우수남우주연상
- 1979년 제50회 미국 비평가 협회상 남우주연상
- 1979년 제51회 아카데미 시상식 공로상
- 1981년 오더 오브 메리트(Order of Merit, OM)
- 1982년 제34회 에미상 TV영화/미니시리즈부문 남우조연상
- 1981년 제1회 골든 라즈베리 시상식 최악의 남우조연상
- 1983년 제3회 골든 라즈베리 시상식 최악의 남우주연상
- 1983년 제40회 골든 글로브 시상식 평생공로상
- 1983년 제10회 링컨 센터 갈라 트리뷰트상
- 1984년 케이블ACE어워즈 남우주연상
- 1984년 제36회 에미상 TV영화/미니시리즈부문 남우주연상
- 1985년 밴쁘 텔레비전 페스티벌 평생공로상

## 출연 작품
- 해밀턴 부인
- 공군대전략
- 오! 인천

## 같이 보기
- 로런스 올리비에상